# Original Sin (INXS)
Original Sin  è un brano musicale del gruppo rock australiano INXS, pubblicato come primo singolo dal quarto album. È stato scritto da Michael Hutchence e Andrew Farriss, e prodotto da Nile Rodgers.

## Storia
Il singolo è stato pubblicato negli Stati Uniti nel dicembre 1983, dove ha raggiunto la posizione numero 58 della Billboard Hot 100 nel 1984. In Australia, ha raggiunto la prima posizione sempre nel 1984, diventando un successo internazionale durante quell'anno. Al singolo ha partecipato anche Daryl Hall membro degli Hall & Oates che canta il ritornello con Hutchence.
Nel 2010, gli INXS hanno pubblicato una nuova versione del brano, alla quale hanno partecipato il cantante Rob Thomas e la DJ cubana Yaleidys.

## Video
Il video musicale è stato diretto da Yamamoto San ed è stato girato in Giappone.

## Formazione
- Michael Hutchence - voce
- Tim Farriss - chitarra
- Jon Farriss - batteria
- Andrew Farriss - tastiera
- Kirk Pengilly - chitarra, sassofono, voce secondaria
- Garry Beers - basso, voce secondaria